# Lidija Iwanowna Grafowa

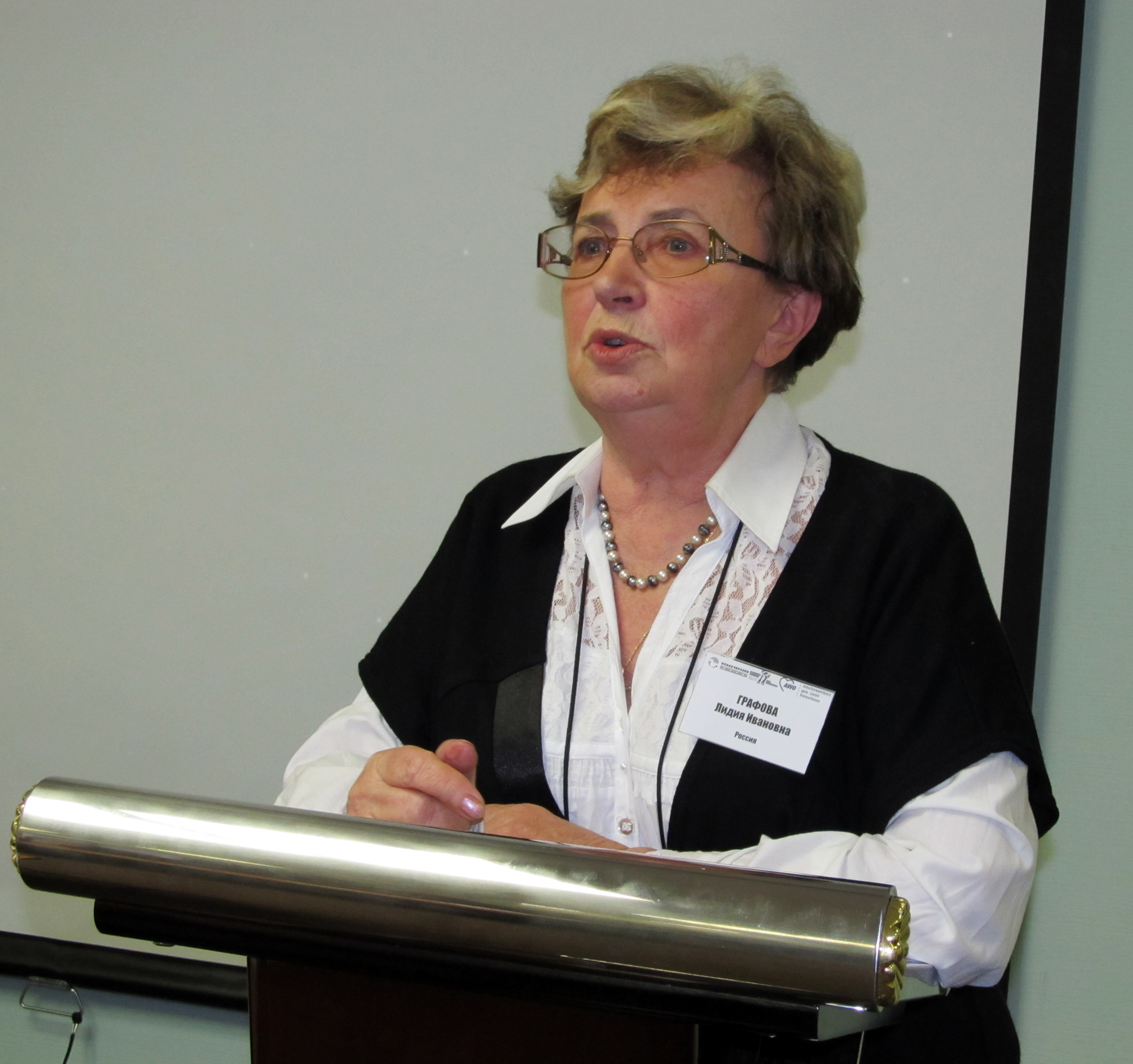
Lidija Iwanowna Grafowa

Lidija Iwanowna Grafowa, geboren Aksjonowa. (russisch Лидия Ивановна Графова, урожд. Аксёнова; * 8. August 1938 in Simferopol, RSFSR; † 23. November 2020 in Moskau) war eine sowjetische bzw. russische Journalistin und Menschenrechtsaktivistin.

## Leben
Grafowa studierte an der Lomonossow-Universität Moskau in der Journalistik-Fakultät mit Abschluss 1960. Sie heiratete den Schriftsteller und Satiriker Eduard Grigorjewitsch Grafow und bekam den Sohn Andrei (* 1962).
Von 1960 bis 1979 war Grafowa Korrespondentin der Komsomolskaja Prawda und darauf Kolumnistin der Literaturnaja gaseta bis 2003. Dort arbeitete sie in der Abteilung, in der auch Arkadi Waksberg, Olga Tschaikowskaja und Juri Schtschekotschichin arbeiteten, und widmete sich der sozialen Problematik. Als ihre acht von anonymen Anzeigen veranlassten Artikel in der Literaturnaja gaseta erschienen, verbot das Zentralkomitee der KPdSU Reaktionen auf anonyme Anzeigen.
Zum Schutz der Migranten veröffentlichte Grafowa mehr als 500 Artikel im In- und Ausland. Dazu kamen 6 Bücher und 11 Dokumentarfilme. Sie war 1990–1999 Kovorsitzende des Bürgerunterstützungskomitees und war seit 1996 Vorsitzende des Exekutivkomitees des internationalen Forums der Migrationsorganisationen. Sie organisierte 2002 während des Zweiten Tschetschenienkriegs eine Friedensfahrt über 4500 km vom Ural nach Tschetschenien mit Aufenthalten in 11 Städten, wo von Aktivisten des Forums für die Kinder in Tschetschenien gesammelt wurde. Sie initiierte die Aktion Hand in Hand zur Versorgung der Flüchtlinge in Inguschetien und Dagestan mit Kleidung und Lebensmitteln. Beim Sammeln von Informationen für ihre Artikel in Tschetschenien half ihr Natalja Estemirowa. Mit einer Gruppe von Freiwilligen betreute sie 2004 und 2005 die Opfer der Geiselnahme von Beslan.
Bei der Präsidentschaftswahl in Russland 2018 war Grafowa Vertrauensperson Grigori Jawlinskis.
Grafowa starb nach einem Sturz und einmonatiger Krankenhausbehandlung am 23. November 2020 in Moskau und wurde auf dem Friedhof Trojekurowo begraben.

## Ehrungen, Preise
- Nominierung für den Andrei-Sacharow-Journalistik-Preis (2002)[1]
- Ernennung zur Besten Menschenrechtsjournalistin des Jahres durch den Menschenrechtsbeauftragten der Russischen Föderation (2003)[2]
- Preisträgerin beim Wettbewerb für Verteidigung des Menschen des Journalistenverbands Russlands (2004)[2]
- Goldene Feder Russlands des Journalistenverbands Russlands (2008)[7]
- Preis der Regierung der Russischen Föderation im Bereich Presse (2009, überreicht von Sergei Sobjanin 2010 im Weißen Haus in Moskau)
- Preis der Moskauer Helsinki-Gruppe (2015)